# ユダ (映画)
『ユダ』は、2004年に製作された日本映画。『エロス番長』シリーズ第二弾。

## キャスト
- 中村美智：岡元夕紀子
- 私：光石研
- ユダ：本多一麻
- 三浦誠己
- 下元史朗